# 충청남도 부지사
충청남도 부지사(忠淸南道 副知事)는 충청남도지사를 보좌하여 충청남도청의 사무를 관장하는 고위공무원이다.
행정부지사와 정무부지사를 두며, 행정부지사는 국가직 가급 상당의 고위공무원으로, 정무부지사는 지방관리관으로 보한다.
충청남도지사의 사고시 행정부지사, 정무부지사의 순으로 그 직무를 대행한다.

## 현임 부지사
- 행정부지사: 박정주
- 정무부지사: 전형식

## 역대 부지사

### 충청남도 부지사
| 대수 | 이름           | 임기                              | 비고                                     |
| ---- | -------------- | --------------------------------- | ---------------------------------------- |
| 1대  | 황인식(黃寅植) | 1945년 8월 16일 ~ 1945년 11월 2일 | 겸 도지사직무대리와 대전부윤을 동시 겸직 |

### 충청남도 민정관
| 대수 | 이름                  | 임기                                | 비고                                  |
| ---- | --------------------- | ----------------------------------- | ------------------------------------- |
| 2대  | 리 루츠 (Lee J. Rutz) | 1945년 10월 9일 ~ 1946년 2월        | 미 육군 중령, 미군 27연대 102군정단장 |
| 2대  | 남천우(南天祐)        | 1945년 11월 2일 ~ 1947년 11월       |                                       |
| 3대  | 서덕순(徐德淳)        | 1947년 11월 16일 ~ 1947년 12월 21일 |                                       |

### 충청남도 기획조정관
| 대수 | 이름 | 임기                              | 비고 |
| ---- | ---- | --------------------------------- | ---- |
| 1대  | 박OO | 1961년 5월 20일 ~ 1964년 1월 13일 |      |

### 충청남도 부지사
| 대수     | 이름            | 임기                                | 비고                     |
| -------- | --------------- | ----------------------------------- | ------------------------ |
| 1대      | 이영복 (李英馥) | 1964년 1월 18일 ~ 1966년 3월 8일    |                          |
| 직무대리 | 김태경 (金泰卿) | 1966년 3월 9일 ~ 1966년 4월 13일    | 도 내무국장으로 직무대리 |
| 2대      | 하형모 (河衡模) | 1966년 4월 14일 ~ 1968년 3월 20일   |                          |
| 3대      | 남문희 (南文熙) | 1968년 3월 21일 ~ 1969년 4월 17일   |                          |
| 4대      | 안갑준 (安甲濬) | 1969년 4월 18일 ~ 1970년 7월 19일   |                          |
| 5대      | 강수성 (姜洙成) | 1970년 7월 20일 ~ 1971년 8월 10일   |                          |
| 6대      | 강신익 (姜信翼) | 1971년 8월 11일 ~ 1972년 7월 15일   |                          |
| 7대      | 이해권 (李海權) | 1972년 7월 16일 ~ 1975년 11월 12일  |                          |
| 8대      | 손재식 (孫在植) | 1973년 8월 23일 ~ 1975년 11월 12일  |                          |
| 9대      | 임성재 (任成宰) | 1975년 11월 13일 ~ 1976년 10월 12일 |                          |
| 10대     | 심재홍 (沈載鴻) | 1976년 10월 22일 ~ 1978년 2월 17일  |                          |
| 11대     | 김재연 (金在淵) | 1978년 2월 18일 ~ 1981년 6월 30일   |                          |

### 충청남도 제1부지사
| 대수 | 이름            | 임기                             | 비고 |
| ---- | --------------- | -------------------------------- | ---- |
| 1대  | 백세현 (白世鉉) | 1981년 7월 1일 ~ 1981년 11월 9일 |      |

### 충청남도 제2부지사
| 대수 | 이름            | 임기                             | 비고 |
| ---- | --------------- | -------------------------------- | ---- |
| 1대  | 한양수 (韓陽洙) | 1981년 7월 1일 ~ 1981년 11월 9일 |      |

### 충청남도 부지사
| 대수     | 이름            | 임기                                | 비고 |
| -------- | --------------- | ----------------------------------- | ---- |
| 1대      | 백세현 (白世鉉) | 1981년 11월 10일 ~ 1982년 7월 8일   |      |
| 직무대리 | 한청수 (韓淸洙) | 1982년 7월 9일 ~ 1982년 8월 31일    |      |
| 2대      | 한청수 (韓淸洙) | 1982년 8월 1일 ~ 1982년 12월 27일   |      |
| 3대      | 최인기 (崔仁基) | 1982년 12월 28일 ~ 1983년 12월 26일 |      |
| 4대      | 문창수 (文昌洙) | 1983년 12월 27일 ~ 1985년 3월 5일   |      |
| 5대      | 이병내 (李炳奈) | 1985년 3월 11일 ~ 1985년 12월 13일  |      |
| 6대      | 이봉학 (李鳳學) | 1985년 12월 14일 ~ 1988년 5월 31일  |      |
| 7대      | 한청수 (韓淸洙) | 1988년 6월 4일 ~ 1990년 12월 27일   |      |
| 8대      | 박중배 (朴重培) | 1991년 1월 10일 ~ 1993년 3월 15일   |      |
| 9대      | 박찬무 (朴贊武) | 1993년 3월 16일 ~ 1994년 6월 30일   |      |
| 10대     | 장의진(張義鎭)  | 1994년 7월 1일 ~ 1994년 9월 30일    |      |
| 11대     | 전영국(全永國)  | 1994년 10월 1일 ~ 1994년 12월 31일  |      |
| 12대     | 류철희(柳喆熙)  | 1995년 1월 1일 ~ 1995년 6월 30일    |      |

### 충청남도 행정부지사
| 대수     | 이름           | 임기                               | 비고 |
| -------- | -------------- | ---------------------------------- | ---- |
| 1대      | 류철희(柳喆熙) | 1995년 7월 1일 ~ 1998년 6월 30일   |      |
| 2대      | 김수진(金壽鎭) | 1998년 7월 1일 ~ 1999년 10월 3일   |      |
| 직무대리 | 권오룡(權五龍) | 1999년 10월 4일 ~ 2000년 1월 2일   |      |
| 3대      | 권오룡(權五龍) | 2000년 1월 3일 ~ 2001년 8월 21일   |      |
| 직무대리 | 이명수(李明洙) | 2001년 8월 22일 ~ 2002년 5월 10일  |      |
| 4대      | 이명수(李明洙) | 2002년 5월 11일 ~ 2004년 1월 28일  |      |
| 5대      | 유덕준(兪德濬) | 2004년 1월 29일 ~ 2006년 7월 4일   |      |
| 6대      | 최민호(崔旼鎬) | 2006년 7월 5일 ~ 2008년 3월 11일   |      |
| 7대      | 김동완(金東完) | 2008년 3월 12일 ~ 2009년 9월 16일  |      |
| 8대      | 이인화(李仁禾) | 2009년 9월 30일 ~ 2010년 8월 5일   |      |
| 9대      | 구본충(具本忠) | 2010년 8월 6일 ~ 2013년 4월 28일   |      |
| 10대     | 송석두(宋錫斗) | 2013년 4월 29일 ~ 2016년 2월 1일   |      |
| 11대     | 윤종인         | 2016년 2월 2일 ~ 2016년 11월 29일  |      |
| 12대     | 남궁영(南宮英) | 2016년 11월 30일 ~ 2019년 2월 14일 |      |
| 13대     | 김용찬         | 2019년 2월 15일 ~ 2021년 2월 26일  |      |
| 14대     | 이필영         | 2021년 2월 27일 ~ 2023년 2월 3일   |      |
| 15대     | 김기영         | 2023년 2월 6일 ~ 2025년 1월 24일   |      |
| 16대     | 박정주         | 2025년 1월 25일 ~                  |      |

### 충청남도 정무부지사
| 대수     | 이름           | 임기                                | 비고 |
| -------- | -------------- | ----------------------------------- | ---- |
| 1대      | 이종현(李鍾賢) | 1995년 7월 18일 ~ 1995년 12월 11일  |      |
| 2대      | 이종현(李鍾賢) | 1995년 12월 12일 ~ 1998년 5월 8일   |      |
| 3대      | 류철희(柳喆熙) | 1998년 7월 1일 ~ 1999년 9월 30일    |      |
| 4대      | 김수진(金壽鎭) | 1999년 10월 4일 ~ 2000년 12월 31일  |      |
| 5대      | 유덕준(兪德濬) | 2001년 1월 5일 ~ 2004년 1월 28일    |      |
| 6대      | 임형재(林亨在) | 2004년 1월 29일 ~ 2006년 3월 22일   |      |
| 직무대리 | 정재근         | 2006년 3월 23일 ~ 2006년 6월 19일   |      |
| 서리     | 김태흠(金泰欽) | 2006년 6월 20일 ~ 2006년 7월 5일    |      |
| 7대      | 김태흠(金泰欽) | 2006년 7월 6일 ~ 2007년 8월 31일    |      |
| 8대      | 채훈(蔡勳)     | 2007년 9월 3일 ~ 2009년 11월 25일   |      |
| 직무대리 | 최두영(崔斗永) | 2009년 11월 26일 ~ 2009년 12월 28일 |      |
| 직무대리 | 김기식         | 2010년 1월 1일 ~ 2010년 7월 4일     |      |
| 9대      | 김종민         | 2010년 7월 5일 ~ 2011년 9월 14일    |      |
| 10대     | 권희태         | 2011년 9월 15일 ~ 2013년 2월 5일    |      |
| 11대     | 박정현(朴政賢) | 2013년 2월 6일 ~ 2014년 3월 6일     |      |
| 12대     | 허승욱         | 2014년 6월 23일 ~ 2018년 1월 15일   |      |
| 13대     | 윤원철         | 2018년 1월 15일 ~ 2018년 3월 7일    |      |
| 직무대리 | 한준섭         | 2018년 3월 8일 ~ 2018년 8월 12일    |      |
| 14대     | 나소열         | 2018년 8월 13일 ~ 2018년 9월 30일   |      |

### 충청남도 문화체육부지사
| 대수 | 이름   | 임기                               | 비고 |
| ---- | ------ | ---------------------------------- | ---- |
| 1대  | 나소열 | 2018년 10월 1일 ~ 2019년 11월 20일 |      |
| 2대  | 이우성 | 2020년 1월 13일 ~ 2022년 6월 29일  |      |

### 충청남도 정무부지사
| 대수 | 이름   | 임기             | 비고 |
| ---- | ------ | ---------------- | ---- |
| 1대  | 전형식 | 2022년 7월 1일 ~ |      |

## 장각주
1. ↑  대한민국 행정자치부 (2014년 11월 19일). “고위공무원단에 속하는 일반직공무원으로 보하는 직위의 직무등급”. 《국가법령정보센터》. 대한민국 법제처. 2016년 1월 19일에 확인함.
2. 1 2  대한민국 행정자치부 (2016년 1월 12일). “지방자치법 시행령”. 《국가법령정보센터》. 대한민국 법제처. 2016년 1월 19일에 확인함.
3. ↑  권오룡 부지사 관리관 승진 박상돈 실장도 이사관으로
4. 1 2  李 행정부지사 관리관 승진[깨진 링크(과거 내용 찾기)] 충남 도정뉴스 2002.05.16(목)
5. ↑  李鍾賢 정무부지사 근무기간 3년연장 중도일보 1995년 12월 13일
6. ↑  "충남도정 흔들리지 않는다" 노조·각 부서 업무 몰두